# Ма Ибо
Ма Ибо́ (кит. упр. 马弋博, пиньинь Mǎ Yìbó, 8 августа 1980, Далянь, Китай) — китайская хоккеистка (хоккей на траве), защитник. Серебряный призёр летних Олимпийских игр 2008 года.

## Биография
Ма Ибо родилась 8 августа 1980 года в китайском городе Далянь.
В 1991—1995 годах занималась футболом, после чего перешла в хоккей на траве. Играла за Ляонинскую школу морских видов спорта.
В 2001 году дебютировала в сборной Китая по хоккею на траве.
В 2004 году вошла в состав женской сборной Китая по хоккею на траве на летних Олимпийских играх в Афинах, занявшей 4-е место. Играла на позиции защитника, провела 6 матчей, забила 2 мяча в ворота сборной Новой Зеландии.
В 2008 году вошла в состав женской сборной Китая по хоккею на траве на летних Олимпийских играх в Пекине и завоевала серебряную медаль. Играла на позиции защитника, провела 7 матчей, забила 1 мяч в ворота сборной Германии.
В 2012 году вошла в состав женской сборной Китая по хоккею на траве на летних Олимпийских играх в Лондоне, занявшей 6-е место. Играла на позиции защитника, провела 6 матчей, забила 2 мяча в ворота сборной Южной Кореи.
Трижды завоёвывала золотые медали хоккейных турниров летних Азиатских игр: в 2002 году в Пусане, в 2006 году в Дохе, в 2010 году в Гуанчжоу.
В 2003 году завоевала серебряную медаль Трофея чемпионов в Сиднее.